# Samuel Halperin
Samuel Halperin (ur. ok. 1897, zm. 30 grudnia 1933 w Ruiselede) – polski kupiec i przedsiębiorca pochodzenia żydowskiego, założyciel i prezes firmy Polski Przemysł Gumowy Towarzystwo Akcyjne w Grudziądzu, znanego jako „PePeGe” (późn. Grudziądzkie Zakłady Przemysłu Gumowego „Stomil”). Od nazwy fabryki „PePeGe” pochodzi potoczne określenie tenisówek – „pepegi”.

## Życiorys
Halperin pochodził z Baranowicz. Nie miał średniego wykształcenia. Istnieje kilka hipotez, odnośnie jego działalności przed założeniem fabryki w Grudziądzu. Według jednej z nich, w wieku 22 lat miał zostać burmistrzem rodzinnego miasta, według innej – przez 10 lat był przedstawicielem firmy Hutchinson w Berlinie, jak i również prowadzić sklep płaszczy gumowych w Warszawie. Podczas pobytu zagranicą miał poznać tajniki produkcji gumowego obuwia.
W 1923 otworzył w Grudziądzu pierwsze w Polsce zakłady przemysłu gumowego, znane jako „PePeGe”. Fabryka produkowała gumowe obuwie, w 1928 stając się jedną z największych fabryk obuwia w Polsce oraz jedną z największych fabryk przemysłu gumowego w Europie. Firma produkowała także m.in. tkaniny gumowane, opony, dętki, węże gumowe, płaszcze i kurtki. W szczytowym momencie, w czerwcu 1929 roku Halperin zatrudniał w fabrykach w Grudziądzu, Wąbrzeźnie i Warszawie 5558 robotników i 297 pracowników umysłowych. Firma organizowała własne składy konsygnacyjne w Polsce (Baranowicze, Gdańsk, Grodno, Kielce, Kraków, Lwów, Łódź, Poznań, Równe, Warszawa, Wilno), a także za granicą (Berlin, Bukareszt, Kopenhaga, Ryga, Wiedeń). Przedsiębiorstwo sprzedawało swoje wyroby do 23 państw.
Na przełomie 1929 i 1930, z powodu lekkiej zimy i związanej z nią mniejszej sprzedaży i mniejszej produkcji, a także wielu zwrotów towarów firma popadła w kryzys finansowy. W wyniku oskarżenia o oszustwa finansowe związane z utworzeniem przez Halperina przedsiębiorstw w rajach podatkowych, w których ukrywał dochody m.in. w Vaduz (firmy „Sika”, „Sika-Stiftung” i „Lyam-Stiftung”), Gdańsku („DagHag”), Genewie („Kredit und Garantie Gesellschaft A. G.”) oraz podejrzeniami o współpracę z rządem niemieckim, spowodowanymi otworzeniem fabryki „Standart Deutsch Gummiwerke” w Malborku w Prusach Wschodnich, z uzyskaniem bezpłatnie ziemi pod budowę przedsiębiorstwa i zwolnień podatkowych, Halperin został aresztowany na 8 miesięcy i był przetrzymywany wraz z bratem i wspólnikiem w więzieniu karno-śledczym przy ul. Budkiewicza w Grudziądzu, a także zobligowany do zapłacenia 14 mln zł.
Halperin był syjonistą. Odwiedzał Palestynę i przeznaczał się środki finansowe na działalność związaną z utworzeniem państwa Izrael.
Jego majątek szacowano na 30 mln zł.
Zginął w katastrofie samolotu w Ruiselde, podczas lotu z Brukseli do Londynu. Maszyna uderzyła w 100 metrowy maszt radiowy, którego pilot z powodu gęstej mgły nie zauważył. Wszyscy na pokładzie, zginęli na miejscu – łącznie 10 osób – pasażerowie i pilot oraz telegrafista. Po ciało Helperina do Brukseli wyjechał jego brat – Fajtel Halperin.

## Życie prywatne
Halperin był rozwodnikiem i miał jednego syna (ur. ok. 1928). Mieszkał w Grudziądzu przy ul. Sobieskiego 22.